# 川名公園
川名公園（かわなこうえん）は、愛知県名古屋市昭和区にある公園。

## 概要
昭和区のほぼ中央に位置し、所在地は花見通（1丁目）、川原通（7丁目、8丁目）、広路通（7丁目、8丁目）にまたがっている。5.5haの広さを有する防災公園であり、広域避難場所に指定されており、ヘリポートなどの防災施設を備えている。
既存市街地で建物を立ち退きさせて作った公園である。1947年（昭和22年）5月6日に都市計画決定された。1996年（平成8年）12月に防災緑地緊急整備事業に認定され、2013年（平成25年）に用地取得、2019年（平成31年）に公園整備が完了した。総事業費は約202億円（用地取得が約194億円、施設整備が約8億円）であった。
公園の対象地の中に通っていた飯田街道は道路としては廃止されたが、公園内に園路として残されている。

## 公園施設など
- 飯田街道
- 昭和文化小劇場（名古屋市文化小劇場）
- 愛知県警察 昭和警察署 川名交番
- 有料駐車場

## アクセス
公共交通機関
- 名古屋市営地下鉄鶴舞線 川名駅[3]
- 名古屋市営バス
  - 昭和巡回系統、栄18号系統、金山11号系統 昭和文化小劇場停留所[3]
  - 栄17号系統、金山11号系統、八事12号系統など 川原通停留所[3]
  - 昭和巡回系統、栄18号系統、八事12号系統 山中停留所[3]

道路
- 北・東側 - 国道153号
- 南側 - 名古屋市道山王線（山王通）
- 西側 - 愛知県道30号関田名古屋線・愛知県道56号名古屋岡崎線